# ウァプラ

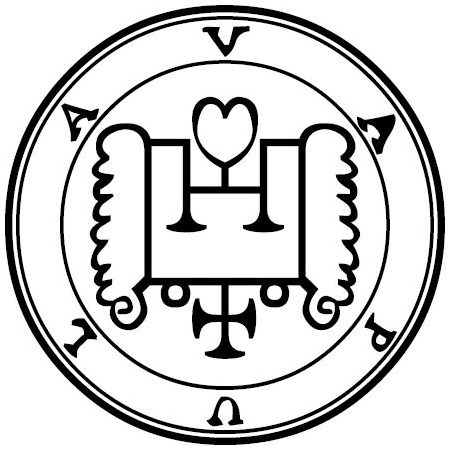
『ゴエティア』に記されたウァプラのシジル

ウァプラ（Vapula、ヴァプラ）、またはナフラ（Naphula）は、悪魔学における悪魔の一人。

## 概要
『ゴエティア』によると、地獄の36の軍団を率いる序列60番の偉大にして強大なる公爵。
鷲（あるいは鷹） の翼を持ったライオンの姿で現れるとされる。あらゆる手作業を器用にさせたり、哲学をはじめとする学問に精通させる。